# Willem Scholten

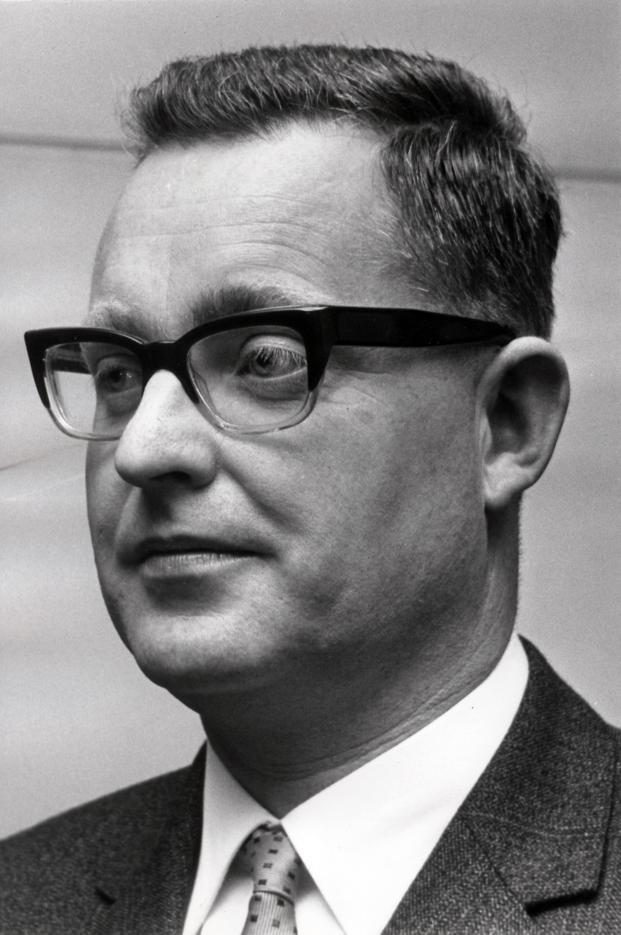
Willem Scholten

Willem Scholten (* 1. Juni 1927 in Deventer; † 1. Januar 2005 in Leidschendam) war ein niederländischer Politiker.

## Leben
Willem Scholten studierte von 1945 bis 1950 in Rotterdam. Er wurde Mitglied der CHU und später der CDA. Er hatte leitende Funktionen im Finanzministerium inne, zeitweise war er auch Mitglied des Europäischen Parlaments. Am 1. Juli 1997 wurde er zum Staatsminister ernannt. Vom Juli 1997 bis zum Dezember 1999 war Scholten Präsident der beratenden Kommission „financiële tegoeden WO-II“ in den Niederlanden. Am 15. Dezember 1999 erschien der Abschlussbericht dieser Kommission.
Scholten starb im Alter von 77 Jahren.